# Atubesi
Der Atubesi ist ein osttimoresischer Berg in der Gemeinde Bobonaro und hat eine Höhe von 1469 m. Sein Rücken dehnt sich entlang der Grenze zwischen den Aldeias Ozo und Tasmil (Suco Lontas, Verwaltungsamt Lolotoe) aus. Westlich schließt sich der Lolo Gojer (1345 m) an, nordwestlich liegt der Berg Luhito (1691 m). Südlich fließt der Pa, ein Nebenfluss des Loumea.